# Capricornis swinhoei
Il capricorno di Taiwan (Capricornis swinhoei Gray, 1862), noto anche come capricorno di Formosa, è un piccolo Bovide endemico di Taiwan.

## Descrizione
È lungo 80–114 cm e pesa 25–35 kg. La coda, molto breve, misura circa 6,5 cm. Di colore bruno rossastro scuro, presenta macchie gialle su mandibola, gola e nuca.
Le corna, presenti in entrambi i sessi, misurano 10–20 cm di lunghezza; di forma conica, non cadono mai. Il capricorno di Taiwan è l'unico Bovide originario dell'isola.

## Distribuzione e habitat
Come è già stato detto, il capricorno di Taiwan è endemico dell'isola omonima ed è largamente diffuso nelle regioni montuose di tutta l'isola. Vive ad altitudini comprese tra i 50 e i 3900 m, quota, questa, di poco inferiore alla cima dello Yu-shan, la più alta vetta del Paese. Tuttavia, quasi tutte le popolazioni occupano quote superiori ai 1000 m, poiché ad altitudini inferiori corrono il rischio di imbattersi in esseri umani.

## Biologia
I capricorni di Taiwan, molto elusivi, sono piuttosto difficili da osservare. Tuttavia, nel Parco Nazionale di Yu-shan, è molto facile trovare le loro feci. All'alba o al tramonto possono essere visti mentre si nutrono nel fitto della foresta da soli o in piccoli gruppi. Generalmente mangiano foglie situate ad altezze inferiori alle loro o grappoli di uva, felci, ramoscelli o ciuffi d'erba che si trovano al suolo. Inoltre hanno bisogno di assumere sale e per questo motivo leccano i depositi minerali che sporgono dalle pareti rocciose o tra le pietre.
I capricorni di Taiwan sono in grado di spiccare salti di 2 m d'altezza e correre a velocità di 20 km all'ora. Tra tutti i mammiferi di Taiwan sono quelli che saltano più in alto. Sebbene si possano incontrare anche ad altitudini di circa 50 m, vivono perlopiù intorno ai 1000 m e possono raggiungere perfino i 3900. Abitano in foreste di conifere, foreste miste di latifoglie e sulle pendici più scoscese dei monti prive di vegetazione. Talvolta sono stati avvistati sulle cime dei monti Nanhu, Hsuehshan, Yu-shan e Siouguluan. Vivono anche all'interno del Parco Nazionale di Taroko. I loro zoccoli, divisi in due, li rendono capaci di un'ottima presa sui terreni rocciosi; sono, inoltre, buoni arrampicatori arboricoli. Solitari e territoriali, utilizzano le loro lacrime per marcare rami o pietre.
La stagione degli amori va da settembre a novembre. La gestazione dura circa sette mesi. I piccoli, uno o più raramente due, nascono tra il marzo e il giugno dell'anno successivo e sono in grado di reggersi sulle zampe a poche ore dalla nascita. A tre mesi iniziano a nutrirsi da soli, ma vengono ancora allattati dalla madre. Tra i sei e i dodici mesi si allontanano sempre più dalla madre per condurre vita indipendente. Raggiungono la maturità sessuale a due-tre anni e possono vivere fino a 15 anni.

## Conservazione
Dal 1989 il capricorno di Taiwan viene considerato «specie rara e di grande valore» e quindi protetto dalla «Legge per la Conservazione del Patrimonio Culturale» di Taiwan. I maggiori fattori di rischio per questo animale sono la deforestazione e la caccia.